# Elena Anaya
Elena Anaya Gutierrez  (Palencia, 17 juli 1975) is een Spaanse actrice die in 1995 haar filmdebuut maakte in Adiós Naboelk. Ze won onder meer een prijs van de Unión de Actores voor beste bijrolspeelster in 2002 (voor Lucía y el sexo), de prijs voor beste actrice van zowel Fantasporto 2009 als het Filmfestival van Sitges 2009 (voor Hierro) en een Goya Award voor beste actrice in 2012 (voor La piel que habito).
Anaya speelt voornamelijke in Spaanse films, maar niet exclusief. Zo verscheen ze ook in de Engelstalige films Dead Fish, Van Helsing, Fragile, Stage Kiss, In the Land of Women en Savage Grace en het meertalige L'instinct de mort, met Vincent Cassel. Anaya is behalve in films ook te zien in de videoclip die Justin Timberlake maakte bij zijn nummer SexyBack.

## Filmografie
Uitgezonderd korte films.
| Filmografie als actrice |                                    |
| Jaar                    | Titel                              |
| 1996                    | África                             |
| 1996                    | Familia                            |
| 1997                    | ¿De qué se ríen las mujeres?       |
| 1998                    | Grandes ocasiones                  |
| 1998                    | Lágrimas negras                    |
| 1998                    | Finisterre, donde termina el mundo |
| 1999                    | Las huellas borradas               |
| 2000                    | El árbol del penitente             |
| 2000                    | El invierno de las anjanas         |
| 2001                    | Lucía y el sexo                    |
| 2001                    | Sin noticias de Dios               |
| 2002                    | Hable con ella                     |
| 2002                    | Rencor                             |
| 2002                    | La habitación azul                 |
| 2003                    | Dos tipos duros                    |
| 2004                    | Van Helsing                        |
| 2005                    | Fragile                            |
| 2005                    | Dead Fish                          |
| 2006                    | Alatriste                          |
| 2007                    | Miguel y William                   |
| 2007                    | In the Land of Women               |
| 2007                    | Savage Grace                       |
| 2008                    | L'instinct de mort                 |
| 2008                    | Sólo quiero caminar                |
| 2009                    | Hierro                             |
| 2009                    | Cairo Time                         |
| 2010                    | Habitación en Roma                 |
| 2010                    | À bout portant                     |
| 2011                    | La piel que habito                 |
| 2013                    | Pensé que iba a haber fiesta       |
| 2014                    | Todos están muertos                |
| 2015                    | Swung                              |
| 2015                    | La Memoria del Agua                |
| 2015                    | Lejos del mar                      |
| 2016                    | The Infiltrator                    |
| 2016                    | Zipi y Zape y la Isla del Capitán  |
| 2017                    | Wonder Woman                       |
| 2017                    | La Cordillera                      |
| 2020                    | Rifkin's Festival                  |
| 2022                    | Jaula                              |

- Biblioteca Nacional de España: XX4580438
- Bibliothèque nationale de France: cb15101080r (data)
- Catàleg d'autoritats de noms i títols de Catalunya: 981058530464006706
- Gemeinsame Normdatei: 143214543
- International Standard Name Identifier: 0000 0001 1625 4791
- Library of Congress Control Number: nr2001000130
- Nationale Bibliotheek van Tsjechië: xx0062905
- Nationale Bibliotheek van Israël: 987007421849005171
- Nederlandse Thesaurus van Auteursnamen: 356610381
- Système universitaire de documentation: 131610899
- Virtual International Authority File: 39672436
- WorldCat: E39PBJg4jWcqvpTMWkR7mfjt8C